# Milena Warthon
Milena Victoria Warthon Tamariz (San Borja, 21 de marzo de 2000) es una cantante y compositora peruana. Es reconocida por difundir el pop andino, estilo musical que fusiona la música andina  con el pop. Fue ganadora de la gaviota de plata en la Competencia Folclórica del Festival Internacional de la Canción Viña del Mar 2023, por su canción «Warmisitay» de su álbum de estudio Pop andino.

## Primeros años
Nació en Lima, el 21 de marzo de 2000. Es hija de padre apurimeño y madre ancashina. A los 8 años, Milena participó en un concurso escolar con el tema «What I've Been Looking For» de la película High School Musical. Luego de esta actuación, comenzaría a consolidarse como cantante.
A los 13 años, Warthon empezó a recibir clases de canto en coaching vocal. Esta experiencia le ayudo a perfeccionar su técnica vocal.
Un año después, a los 14 años, Milena se convirtió en la vocalista principal de una banda formada en su colegio. Esta oportunidad le permitió adquirir experiencia en el escenario como intérprete. Desde entonces, participó en diversos eventos musicales, en ferias y festivales de su ciudad natal, ganando cada vez más reconocimiento.
Estos primeros años en la música sentaron las bases de la carrera de Warthon. Su participación en concursos y su experiencia en eventos musicales le proporcionaron la plataforma necesaria para darse a conocer en el medio local.

## Trayectoria artística

### 2019-2020: Inicios
Warthon hizo su debut oficial en la industria musical a los 18 años mientras estudiaba ciencias de la comunicación en la Universidad de Lima. En ese momento lanzó su primera producción, una versión de la canción «Tú y yo» de Gian Marco, bajo la dirección del productor musical Jesús «el Viejo» Rodríguez. Este lanzamiento marcó el comienzo de su carrera como cantante.
Durante ese periodo, Warthon también exploró la fusión de géneros al grabar un remix de «Tú y yo» junto a Max Castro. Antes de lanzar la canción, tuvo la oportunidad de demostrar su concepto de fusión musical en una audición para el programa de televisión local Los cuatro finalistas de Latina Televisión. Para su audición, interpretó una versión pop y huayno de la canción «Tú me pides que te olvide», la cual fue bien recibida por el público. Aunque no llegó a la final del programa debido a la decisión del público, su participación le proporcionó una mayor visibilidad a nivel nacional
Durante el transcurso del año siguiente, Warthon lanzó varios sencillos, que incluyeron remakes de canciones populares y temas inéditos. Algunos de estos sencillos fueron «Poco a poco», «Ésta soy yo» y «Me niego». Estas canciones le permitieron ganar mayor reconocimiento y establecerse en la escena musical limeña a través de presentaciones en vivo. En diciembre de 2019, lanzó su primer EP titulado «Déjame contarte». Sin embargo, en 2020, debido a la pandemia de COVID-19, Warthon tuvo que adaptarse a las circunstancias y enfocarse en promocionar su proyecto musical a través de las redes sociales, especialmente en la plataforma TikTok, donde encontró una audiencia receptiva.

### 2021-2022: La voz Perú
En 2021, Warthon lanzó su primer tema compuesto por ella misma, titulado «Agua de mar». Esta canción tuvo un gran impacto y se viralizó en plataformas como TikTok y Spotify, llegando a ocupar el primer puesto en las listas de canciones más sonadas de la plataforma Spotify en su país.
Motivada por el éxito de su primer sencillo, Milena decidió participar en el programa La voz Perú con el objetivo de popularizar su proyecto musical. Su audición en el programa fue todo un éxito y logró convencer a los cuatro entrenadores (coaches) del programa, en especial a Eva Ayllón. La audición de Milena se convirtió en tendencia en la plataforma YouTube en más de 5 países, generando una gran repercusión y atrayendo la atención de un público aún más amplio.
La participación de Milena en el dicho espacio no solo la oportunidad de mostrar su arte a través de música, sino que también le permitió recibir asesoramiento y orientación de profesionales de la industria musical. Esta experiencia le proporcionó una mayor exposición a nivel nacional e internacional. Sin embargo, la columnista de Caretas y crítica de televisión, Patricia Salinas, señaló que esa exposición comprometió el trabajo de buscar al mejor artista de La voz al priorizar a Warthon por tener más seguidores. Cuando compitió con Narda Pumarada, también del equipo de Eva Ayllón, Warthon admitió ante las cámaras que «no soy lo que se espera en un concurso de canto».
Durante este período, Warthon se consolidó su identidad como compositora y artista, destacándose por sus temas originales y su estilo propio.

### 2022: Temas propios e inicio del disco
Después de su destacada participación en La voz, Warthon inició el proyecto de su primer disco. El primer sencillo lanzado fue «La nena», una canción que reflejaba cómo enfrentó a los haters y estaba dedicada a todas las personas que sufren ataques en las redes sociales. Esta canción tuvo buena recepción y se convirtió en un éxito en redes.
Gracias al éxito de «La nena», Milena continuó componiendo y lanzando más canciones. Una de ellas fue «Warmisitay», una canción que fusionaba la música andina con elementos del pop. Otros temas destacados incluyeron «Maravilloso», «Volvió a latir» y «Fiesta patronal». Participó en la obra musical Lamentos como la Joven en 2022 y compartió escena con otros artistas como el actor y bailarín peruano Raúl Romero Valle.

### 2023: Viña del Mar
En un giro internacional de su carrera, Warthon anunció su participación en el Festival Internacional de la Canción de Viña del Mar. Su reciente canción «Warmisitay» (que en voz quechua significa «mujercita») fue la elegida para representarla en este evento musical. El anuncio se hizo en diciembre de 2022, generando expectativa entre sus seguidores. En febrero de 2023, a los 22 años, Milena ganó la Gaviota de Plata en la Competencia Folclórica del Festival de Viña del Mar. Este triunfo en Viña del Mar consolidó aún más el nombre de Warthon en la escena musical peruana y la proyectó a nivel internacional. El reconocimiento obtenido en Viña del Mar fue un impulso significativo para la carrera de Milena, abriendo puertas a nuevas oportunidades y ampliando su base de seguidores. Continuó cosechando éxitos y ganando admiración tanto por su talento artístico como por su autenticidad y pasión por la música.

### 2023: Pop andino
En 2023, Milena Warthon lanzó su esperado primer álbum titulado como Pop andino. El álbum está compuesto por 15 canciones.
Pop Andino se describe como un disco «muy emocional» que evoca sentimientos profundos. Además, cuenta con la participación especial de la voz de su abuela Teresita, quien a través de narraciones, aporta una dimensión adicional a las canciones, como si estuviera contando un cuento.
Este disco presenta colaboraciones con artistas de la escena musical peruana y boliviana. Entre ellos se encuentran Eva Ayllón, Renata Flores, Amanda Portales y el dúo boliviano Chila Jatun.
Según Warthon, su disco invita a los oyentes a adentrarse en un viaje musical lleno de emociones, experiencias personales y conexiones culturales profundas. 
Con motivo del lanzamiento del disco, Warthon organizó un avant premiere con una alfombra roja en donde desfilaron diferentes celebridades del medio local. El estreno del sencillo de Warthon no solo fue un evento de entretenimiento, sino también una oportunidad para promover su nuevo disco y generar expectativa entre sus seguidores y el público en general. Durante la velada, se presentaron fragmentos del álbum. Seguidamente, el 1 de mayo de 2023, Warthon prestó su colaboración con el grupo musical Antología para el tema «No vuelvas más».
Warton continuó realizando colaboraciones con artistas juveniles, como la realizada con Lenin Tamayo (considerado uno de los exponentes del Q-pop) en el tema «Chaskallay» para Aldeas Infantiles SOS Perú.

### 2024: Canciones
El 2 de mayo de 2024 publicó «Amarre», una canción que compuso junto a Luis Gavilán Alarcón, conocido como Kayfex.
En diciembre de ese año, fue convocada de telonera de Carlos Vives para el festival Viva Perú.

## Créditos

### Teatro
| Año  | Título   | Rol      | Notas                                 | Ref.   |
| ---- | -------- | -------- | ------------------------------------- | ------ |
| 2022 | Lamentos | La Joven | Rol protagónico (Única participación) | [ 29 ] |

### Televisión
| Año  | Título                | Rol                                        | Emisión            | Ref.             |
| ---- | --------------------- | ------------------------------------------ | ------------------ | ---------------- |
| 2018 | Los cuatro finalistas | Retadora                                   | Latina Televisión  | [ 9 ]            |
| 2021 | La voz Perú           | Participante (Cuarta finalista)            | Latina Televisión  | [ 30 ]           |
| 2022 | El artista del año    | Retadora                                   | América Televisión | [ 31 ]           |
| 2022 | El artista del año    | Invitada (Especial de Navidad)             | América Televisión |                  |
| 2022 | La voz Kids           | Co-entrenadora del equipo Maricarmen Marin | Latina Televisión  | [ 32 ]           |
| 2023 | Teletón 2023          | Invitada especial                          |                    | [cita requerida] |

### Cortometrajes
| Año  | Título                        | Rol        | Notas                                 | Ref.   |
| ---- | ----------------------------- | ---------- | ------------------------------------- | ------ |
| 2023 | Protegiendo los sueños de Sol | Sol Segura | Rol protagónico (Única participación) | [ 33 ] |

## Discografía

#### EP
- 2019: Déjame contarte[34]

#### Álbumes de estudio
- 2023: Pop andino

## Premios y nominaciones
| Año  | Lugar                                                     | País  | Categoría              | Trabajo    | Resultado | Ref.          |
| ---- | --------------------------------------------------------- | ----- | ---------------------- | ---------- | --------- | ------------- |
| 2023 | LXII Festival Internacional de la Canción de Viña del Mar | Chile | Competencia Folclórica | Warmisitay | Ganadora  | [ 20 ] [ 35 ] |
| 2024 | Premios de la Cámara Peruana de la Música                 | Perú  | Mejor cantautora joven | Ella misma | Nominada  | [ 36 ]        |